# واين برات
واين برات (بالإنجليزية: Wayne Pratt)‏ هو لاعب كرة قدم بريطاني في مركز الوسط، ولد في 1 مارس 1960 في ساوثهامبتون في المملكة المتحدة. لعب مع نادي ساوثهامبتون.